# بيكو
بيكو (بالإنجليزية: Beko)‏ هي شركة تركية لإنتاج الأجهزة الكهربائية والإلكترونية تابعة لأرتشيليك وتملكها مجموعة كوتش القابضة تم تأسست عام 1955 ويقع مقرها الرئيسي في مدينة إسطنبول في تركيا، وتعتبر مع شركة فستيل من أفضل شركات تصنيع الأجهزة الكهربائية في تركيا وتصنع أجهزة التلفزيون والثلاجات والغسالات وغسالات الصحون في عدة دول.

## تاريخ
شركة بيكو إلكترونيك. أسسها وهبي كوتش، مؤسس كوتش القابضة (أسس أيضًا شركة أرتشيليك في عام 1955، وهي الشركة الأم لبيكو)، وليون بيجيرانو في إسطنبول، تركيا، 1954. اسم الشركة هو مزيج من الأول حرفين من ألقاب المؤسسين.
في عام 2004، اشترت شركة بيكو إلكترونيك شركة الإلكترونيات الألمانية جرونديج وبحلول يناير 2005، استحوذت شركة بيكو والعلامة التجارية المنافسة فيستل على أكثر من نصف جميع أجهزة التلفزيون المصنعة في أوروبا.
في أبريل 2010، أعاد قسم الإلكترونيات في شركة بيكو تسمية نفسه باسم جرونديج إلكترونيك.
في اجتماع مساهمي شركة أركليك، في 29 يونيو 2009، يصدر قرار بدمج أرتشيليك. مع شركة تابعة لها، جرونديج إلكترونيك. (تدار مباشرة من قبل أرتشيليك من كوتش القابضة) من خلال الاستحواذ على جميع أصول ومطلوبات جرونديج ككل.
بيكو هو اسم علامة تجارية في بعض البلدان ولا يزال قيد الاستخدام لعدد من منتجات أرتشيليك. منتجات مثل أجهزة التلفزيون، الثلاجات، الغسالات وغسالات الصحون في عدة بلدان.

شعار بيكو القديم من سنة 1967-2014

غيرت شركة بيكو شعارها القديم لشعار جديد في ديسمبر 2014.
بدأت شركة بيكو بيع منتجاتها في مصر في عام 2014. وتكتسب حاليًا شعبية وحصة أكبر في السوق المصرية.

## حادث
قد تشكل بعض منتجات بيكو خطرًا على سلامة المستهلكين الذين يشترونها. في عام 2016، تم العثور على ميشيل مولوني ميتًا بسبب عطل في آلة تجفيف بيكو التي اشتعلت فيها النيران. حاول بيكو أن يذكر أن الخطأ الذي أدى إلى وفاة مولوني كان «حادثًا مأساويًا ومعزولًا». ومع ذلك، فإن آلة التجفيف (DCS 85W) التي استخدمها مولوني كانت مسؤولة بالفعل عن حوالي عشرين حريقًا في المملكة المتحدة. كما كشف أندرو مولين، رئيس مراقبة الجودة في شركة بيكو، أن الموديلات الأصغر في النطاق قد تم استدعاؤها بالفعل بسبب مئات الحوادث المتعلقة بالسلامة.
تعرضت شركة بيكو أيضًا لانتقادات شديدة بسبب تعليقاتها السيئة، لا سيما فيما يتعلق بالرعاية اللاحقة. وجد استطلاع أجرته ترست بايلوت أن 88٪ من العملاء صنفوا بيكو على أنها 1/5 (أدنى علامة) للجودة والخدمة، مع 6٪ فقط صنفوا منتجاتهم وخدماتهم على أنها ممتازة.
في الجانب الآخر في دول الخليج العربي، تشهد بيكو نموًا كبيرًا في المبيعات، ففي عام 2016، ارتفعت مبيعات الشركة إلى نسبة 75% لغسالات الملابس وغسالات الصحون في السوق السعودي. تبذل الشركة جهودًا في منطقة الخليج، ففي فبراير 2020، تم افتتاح مبنى لشركة بيكو الخليج في منطقة الحمرا الصناعية، رأس الخيمة. كما أن لدى بيكو خطة للتوسع في منطقة الخليج حتى عام 2022 لتكون واحدة من أفضل العلامات التجارية في المنطقة.

## رعاية
كانت شركة بيكو الراعي الرسمي لبطولات الدوري الممتاز لكرة السلة التركية والإيطالية والليتوانية، فضلاً عن كأس العالم لكرة السلة 2014 في إسبانيا. بيكو شريك لنادي كرة القدم الإسباني برشلونة منذ 2014، ونادي كرة القدم التركي بشكتاش، نادي كرة القدم التركماني FC HTTU، وكان أحد أكبر المعلنين في الدوري الإنجليزي الممتاز منذ عام 2008، وراعي رسمي لكأس الاتحاد الإنجليزي.
في نيوزيلندا، تعد شركة بيكو الراعي الأول لشركة نت بول نيوزيلاند. شركة بيكو هي الراعي الأول لنادي فولي لوبي.